# Uhrusk

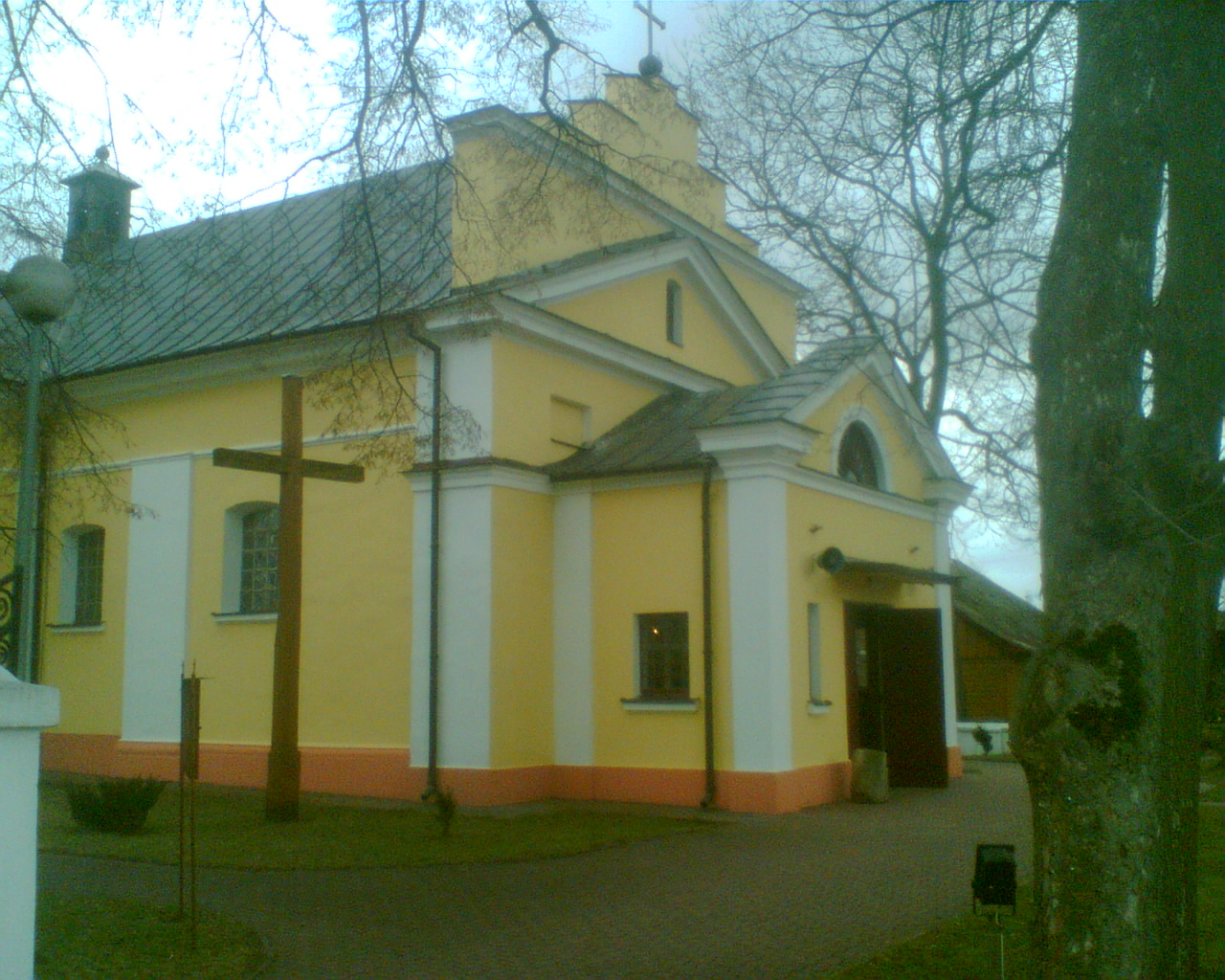
Kościół św. Jana Chrzciciela, XVII-XX w.

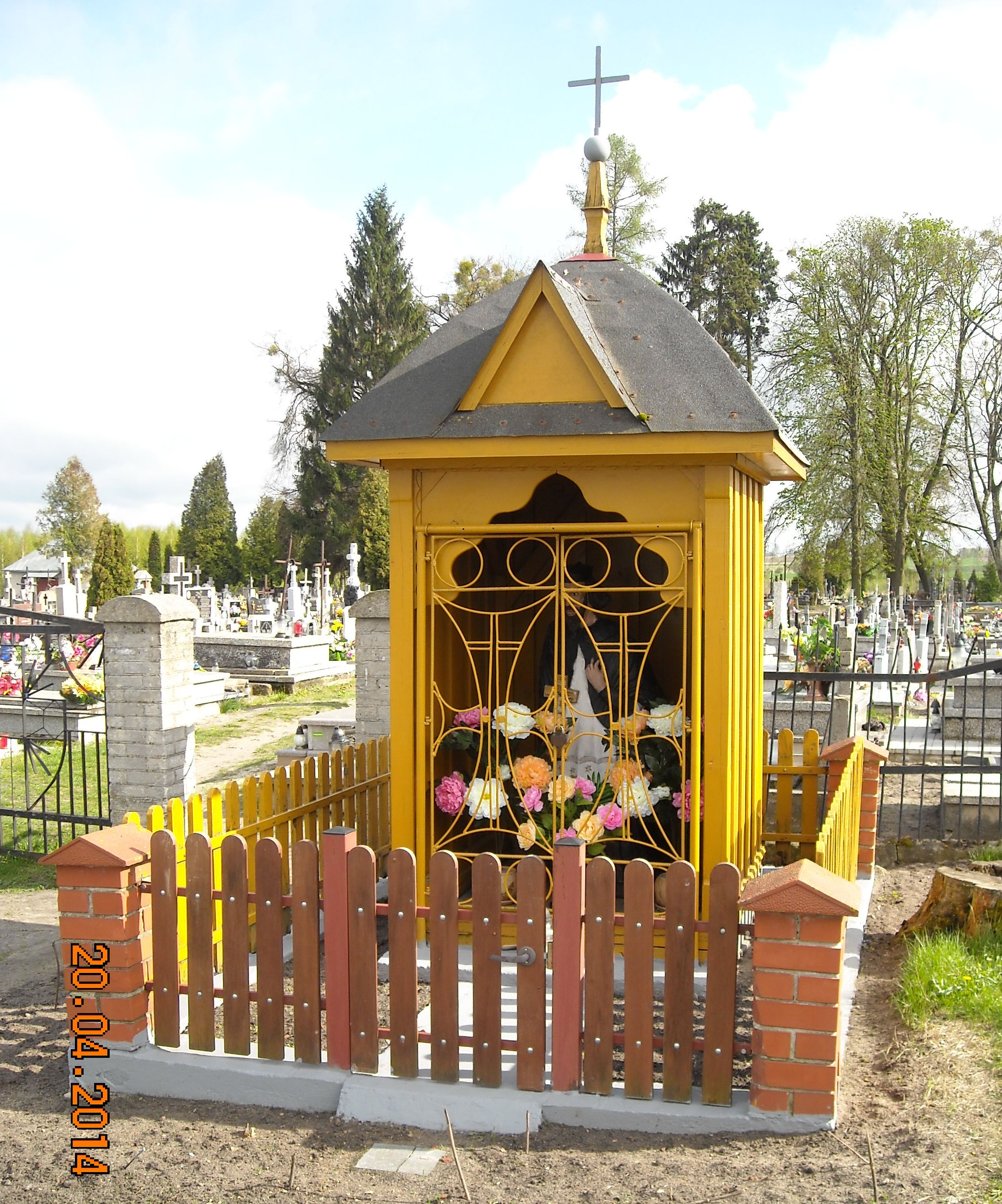
Kapliczka św. Jana Nepomucena w Uhrusku

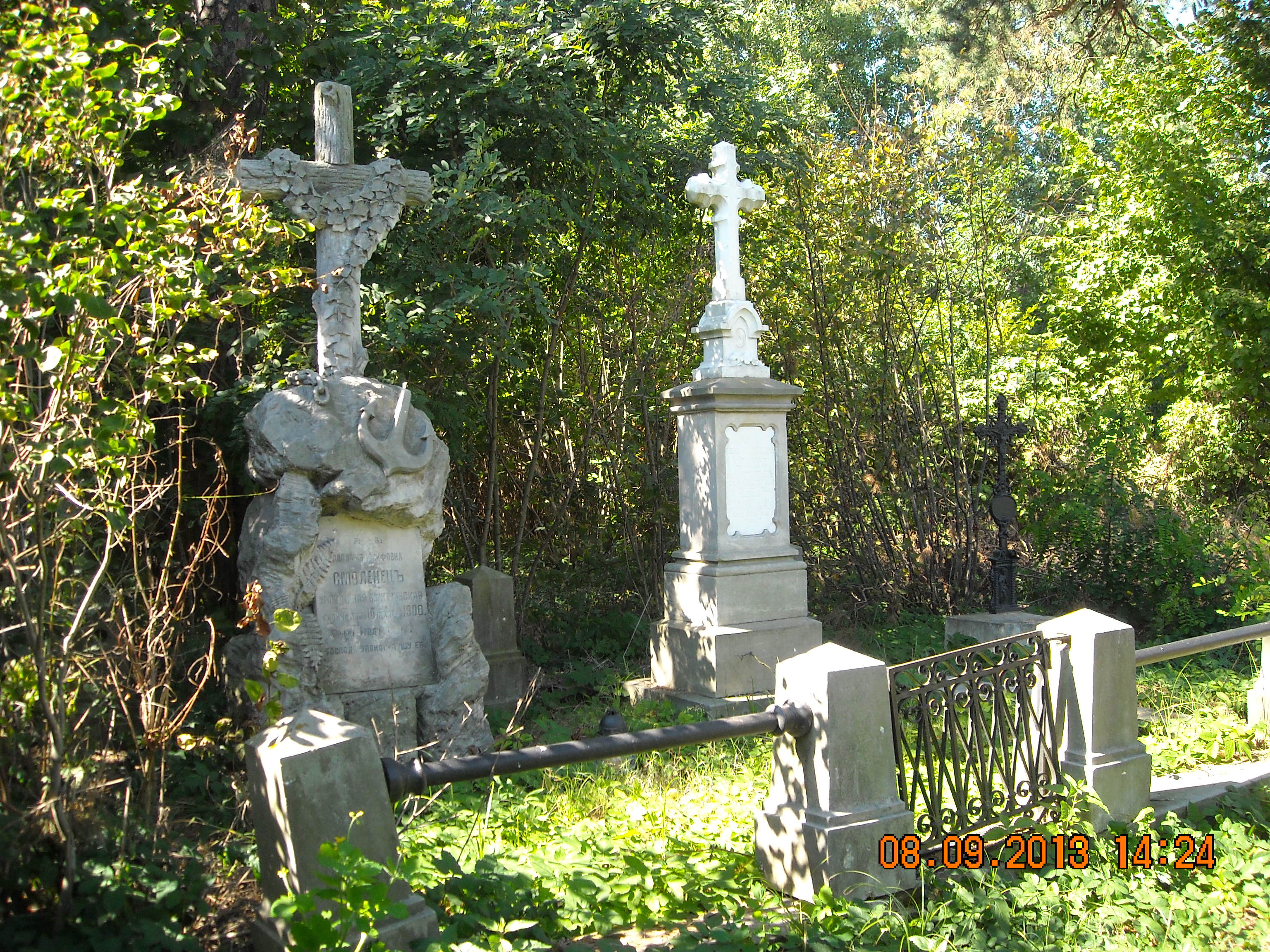
Zabytkowe nagrobki na cmentarzu prawosławnym w Uhrusku-Kobylicach

Uhrusk (ukr. Угруськ) – wieś w Polsce, położona w województwie lubelskim, w powiecie włodawskim, w gminie Wola Uhruska, przy drodze wojewódzkiej nr 816 Dorohusk – Włodawa i linii kolejowej Chełm – Włodawa.
W l. 1867–1954 Uhrusk wchodził w skład gminy Sobibór. W latach 1975–1998 wieś administracyjnie należała do województwa chełmskiego.
Wieś jest sołectwem w gminie Wola Uhruska. Według Narodowego Spisu Powszechnego z roku 2011 wieś liczyła 554 mieszkańców.

## Części wsi
| SIMC    | Nazwa           | Rodzaj  |
| ------- | --------------- | ------- |
| 0110622 | Piaski Uhruskie | kolonia |
| 0110639 | Zastawie        | kolonia |

## Historia
Pierwsze wzmianki o grodzie Uhrusk, którego ślady są widoczne na terenie Wólki Uhruskiej po ukraińskiej stronie granicy, pochodzą z pocz. XIII wieku z tzw. "Latopisu halicko-wołyńskiego". Zgodnie z nim już w 1204 r. w Uhrusku istniał gród, w 1218 r. umocniony i rozbudowany przez księcia halickiego Daniela Romanowicza, który wzniósł wieżę obronną, ufundował także męski monaster św. Eliasza oraz cerkiew katedralną pw. NMP. Jednocześnie książę ustanowił w 1224 w Uhrusku biskupstwo prawosławne, którego pierwszym władyką był Azaf. Około 1240 r. książę przeniósł stolicę księstwa i siedzibę eparchii do Chełma, co przyczyniło się do upadku znaczenia Uhruska.
W XIII-XIV w. Uhrusk stanowił własność książąt halicko-włodzimierskich z dynastii Romanowiczów. Po przyłączeniu w 1366 r. Ziemi Chełmskiej do Królestwa Polskiego Uhrusk stał się królewszczyzną, którą Władysław Jagiełło w 1414 r. nadał bojarowi ruskiemu Olechnie (Aleksandrowi) Dymitrowiczowi "Białemu", protoplaście rodu Uhrowieckich herbu Suchekomnaty. Dobra uhruskie pozostały we władaniu rodu do końca XVI w. W wyniku działalności kolonizacyjnej z dóbr tych wyłoniły się nowe jednostki osadnicze - Wola Uhruska i Wólka Uhruska. W XVII-XVIII w. właścicielami Uhruska byli Krzywczyccy, Dłużewscy, Ledóchowscy i in.
Według "Tabelli miast, wsi i osad Królestwa Polskiego" w 1827 r. Uhrusk liczył 34 domy i 145 mieszkańców. Według "Słownika geograficznego Królestwa Polskiego i innych krajów słowiańskich" z 1892 r. miejscowość należała do gminy Bytyń, liczyła 37 domów i 316 mieszkańców, znajdowały się w niej dwa młyny wodne i cegielnia. Dobra Uhrusk o łącznej powierzchni 2374 morgi składały się w 1885 r. z folwarków Uhrusk i Rożnówka; wieś Uhrusk składała się z 27 osad (gospodarstw) o łącznej powierzchni 338 mórg.
W 1822 r. dobra uhruskie wykupił i scalił gen. Henryk Ignacy Kamieński, który następnie przekazał je synowi, Henrykowi Kamieńskiemu. W 1852 Henryk Kamieński przekazał Uhrusk siostrze Laurze Suffczyńskiej. Kolejnymi właścicielami Uhruska byli Jan Rusiecki, Henryka z Rusieckich Izbińska, Leonard Ruszkowski i Leon Matuszewski. W 1881 majątek nabył Mieczysław Niemirycz, którego syn Stanisław był ostatnim (do 1944 r.) dziedzicem Uhruska. Mieczysław Niemirycz wzniósł klasycystyczny dwór, po przebudowach i zatarciu cech stylowych zachowany do dziś.
Obecnie pozostałości majątku Uhrusk tworzą gospodarstwo rolne - Zakład Doświadczalny Uniwersytetu Przyrodniczego w Lublinie.
Prawdopodobnie od początków swego istnienia Uhrusk był siedzibą parafii prawosławnej. W XVII w. parafia ta wraz z całą prawosławną eparchią chełmską weszła w skład struktur Kościoła unickiego (greckokatolickiego). W 1875 rosyjskie władze zaborcze zlikwidowały unicką eparchię chełmską i przymusowo wcieliły do struktur Kościoła prawosławnego. Pierwotna cerkiew drewniana została wzniesiona przed 1429 r. Istniejąca obecnie w Uhrusku klasycystyczna cerkiew pw. Zaśnięcia NMP, należąca do parafii Narodzenia Najświętszej Maryi Panny we Włodawie, ufundowana została w 1849 r. jako cerkiew unicka. Obok cerkwi zachowały się resztki cmentarza. Właściwy cmentarz unicko-prawosławny znajduje się w części wsi zwanej Kobylice.
W połowie XVI w. została erygowana parafia rzymskokatolicka. Pierwotny kościół drewniany, ufundowany w 1551 r. przez starostę chełmskiego Mikołaja Uhrowieckiego, spłonął w 1676. Pod koniec XVI i w 1. poł. XVII w. świątynia pełniła czasowo funkcję zboru kalwińskiego. Obecnie istniejąca świątynia pw. św. Jana Chrzciciela pochodzi z 1678 r. i była wielokrotnie przebudowywana, m.in. w l. 1837 i 1954 r. Obok kościoła znajduje się zabytkowa dzwonnica i plebania. Kilkaset metrów na zachód od kościoła znajduje się cmentarz parafialny, założony pod kon. XVIII w., z zabytkowymi nagrobkami z XIX i pocz. XX w. Przy cmentarzu zabytkowa kapliczka z drewnianą figurą św. Jana Nepomucena.
Według spisu powszechnego z 30 września 1921 r. wieś Uhrusk liczyła 340 mieszkańców, z których narodowość polską deklarowało 334, rusińską (ukraińską) 4, inną 2, wyznanie rzym.-kat. 239, prawosławne 71, ewangelickie 3, mojżeszowe 27. Folwark Uhrusk-Kniażne zamieszkiwało 128 osób, w tym narodowości polskiej 128, wyznania rzym.-kat. 108, prawosławnego 16, ewangelickiego 4. Osadę Uhrusk - stacja kolejowa zamieszkiwało 17 osób, w tym narodowości polskiej 12, rusińskiej 2, innej 3, wyznania rzym.-kat. 12, innego chrześcijańskiego 5.
W 2009 r. wieś liczyła 594 mieszkańców.
W miejscowości znajduje się szkoła podstawowa.